# Louisa Anne Meredith
Louisa Anne Meredith (ur. 20 lipca 1812, zm. 21 października 1895) – poetka angielska i australijska.

## Życiorys
Urodziła się jako Louisa Anne Twamley w Birmingham w Anglii. W 1839 roku poślubiła swojego kuzyna Charlesa Mereditha, z którym wkrótce wypłynęła w rejs do Nowej Południowej Walii. Przez pewien czas mieszkała na Tasmanii. Była uzdolniona plastycznie i sama ilustrowała swoje książki podróżnicze. Stosowała nową wówczas technikę chromolitografii.
Wśród wielu napisanych przez nią wierszy znalazł się utwór The Lark (Skowronek), będący – jak w podtytule zaznaczyła autorka – napisany na polską modłę, a częściowo przełożony z polskiego. Liryk ten jest jednym z przejawów zainteresowania Polską w czasie i bezpośrednio po upadku powstania listopadowego.